# Het Schip

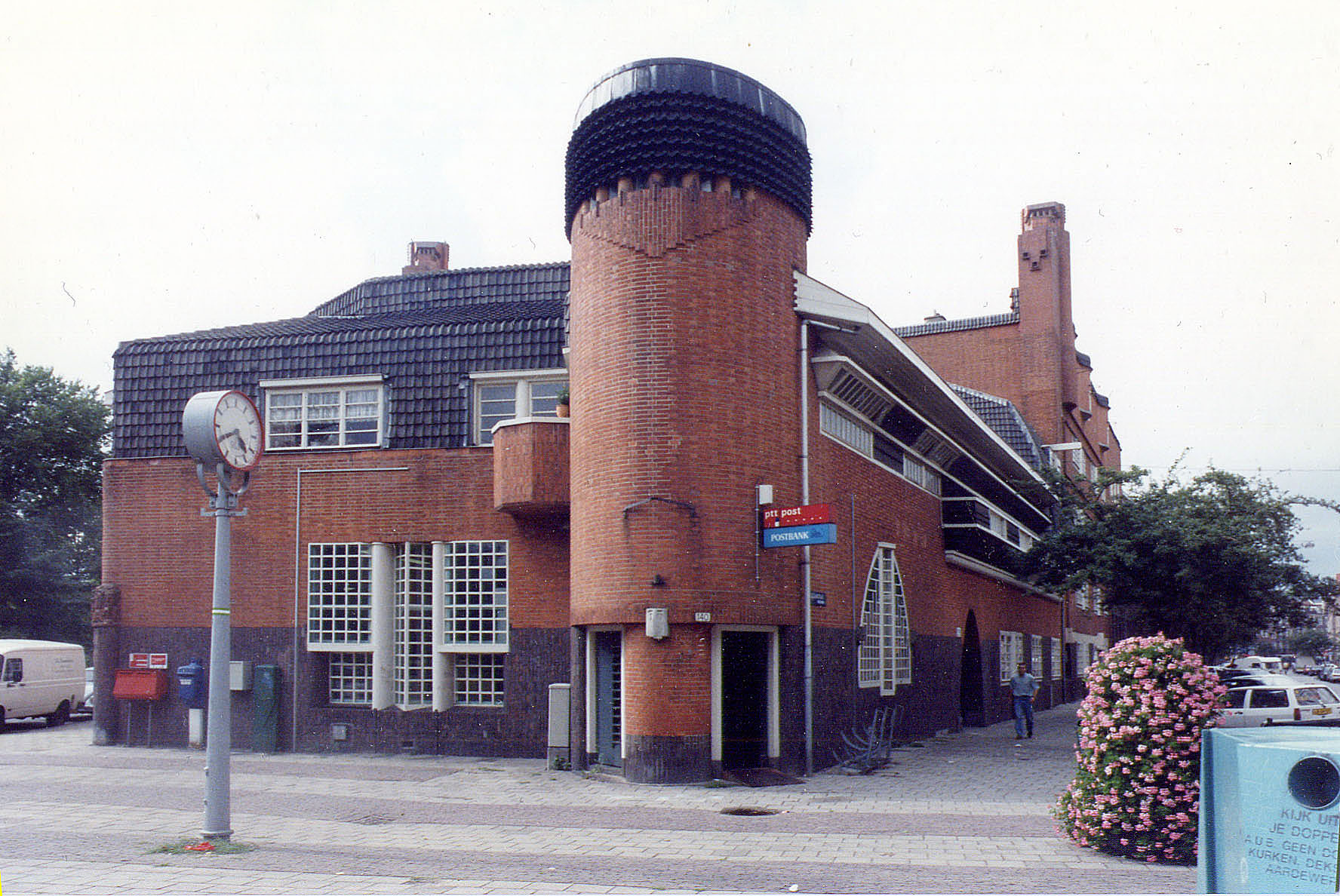
Ancienne poste convertie en musée de l'École d'Amsterdam

Het Schip (« le navire » en néerlandais) est un immeuble d'appartements construit à Amsterdam suivant le style architectural de l'École d'Amsterdam dont il constitue d'ailleurs un des plus brillants exemples.
Le bâtiment a été dessiné par Michel de Klerk. Le bâtiment emprunte approximativement les grandes lignes d'un navire. En effet, l'immeuble se situe dans le quartier maritime et ferroviaire d'Amsterdam, le Spaardammerbuurt. Son apparence reste peu conventionnelle de quelque côté qu'on le regarde. Dessiné en 1919, le bâtiment abrite cent deux appartements plutôt destinés à la classe ouvrière, une petite salle de réunion et une poste qui en 2001 sera transformée en musée de l'École d'Amsterdam.
Grâce à la loi sur le logement social de 1901, De Klerk a pu échapper à l'utilitarisme pour créer une œuvre extravagante et luxueuse au service des ouvriers. Ainsi, par exemple, la tour emblématique de l'édifice n'a qu'une fonction esthétique. De Klerk s'est inspiré pour concevoir cet immeuble des traditions artisanales et de construction navale, exprimant par cela sa sympathie envers la classe ouvrière. Il s'agit d'une architecture radicalement expressionniste, à l'opposé des projets habituellement proposés en matière de logement social, bien que les programmes sociaux aux Pays-Bas soient toujours généreux, l'école d'Amsterdam a par ailleurs contribué à établir des normes européennes pour l'habitat à bon marché.

## Galerie d'images

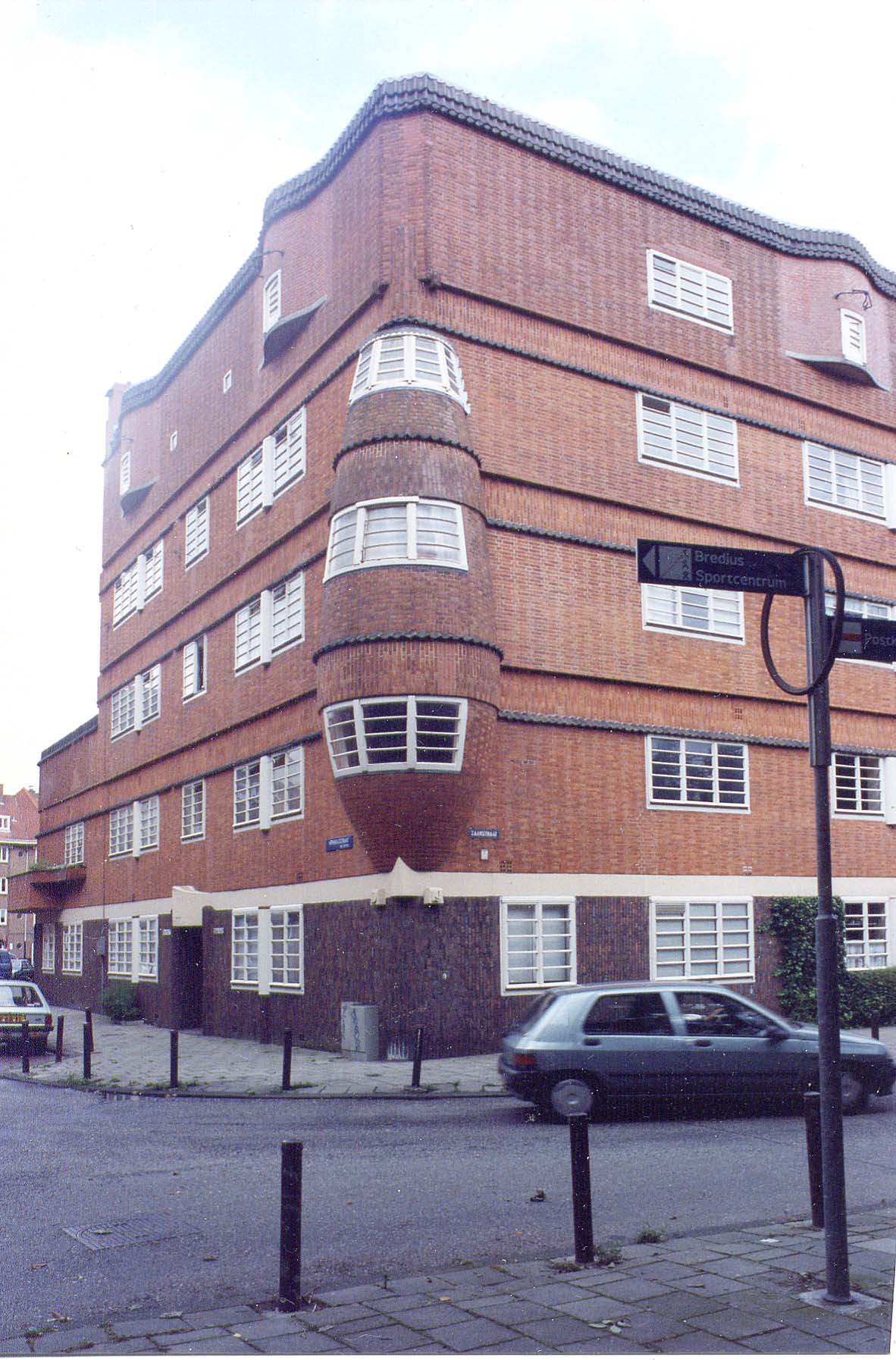
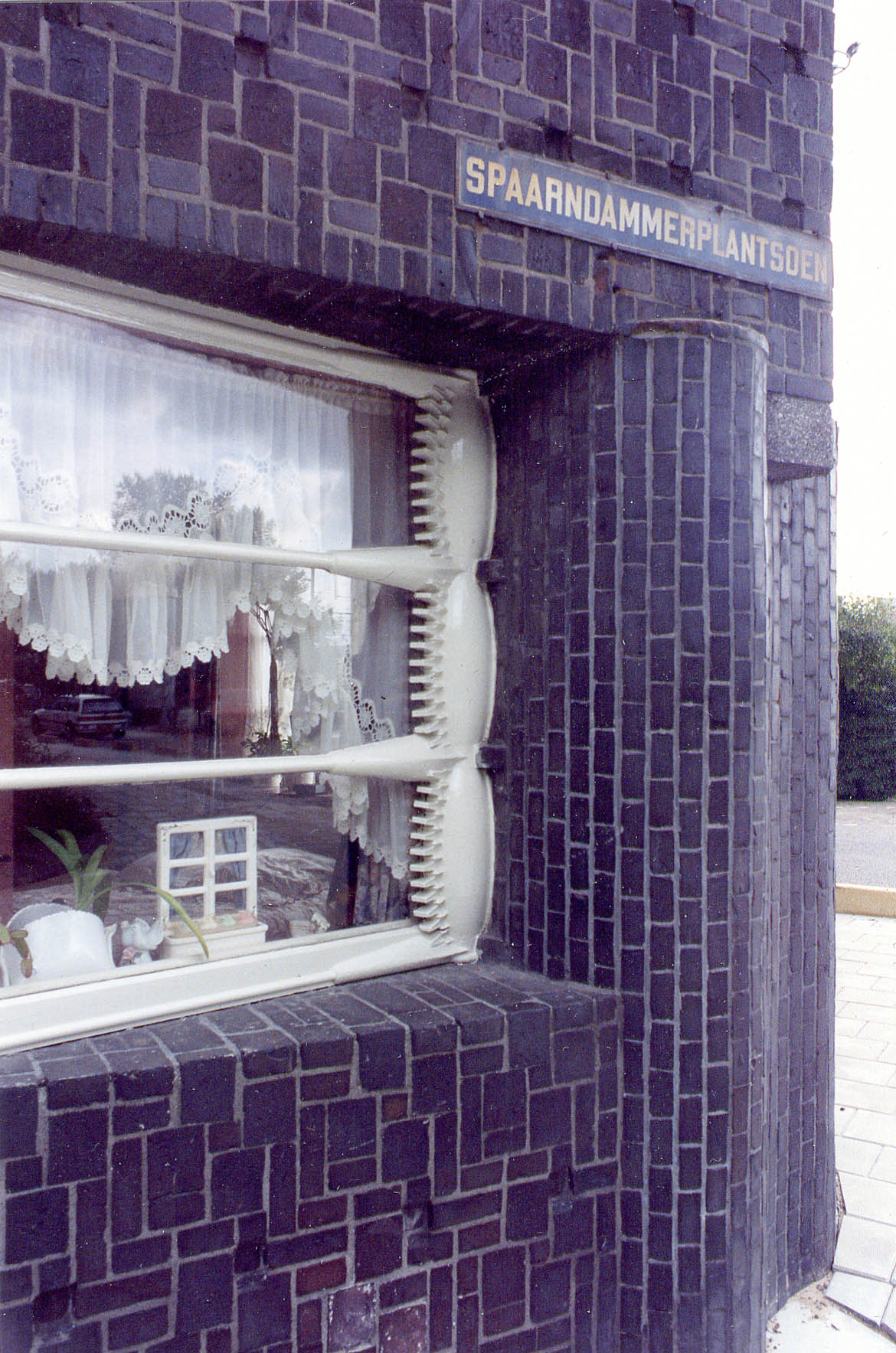